# غيتا
غيتا (باليابانية: 下駄) هو نوع من أنواع ألبسة القدم اليابانية التي تشبه إلى حد كبير القبقاب أو الصندل يصنع من الخشب يثبت في القدم بواسطة حبل قماشي يدخل بين إبهام القدم والأصبع المجاورة له. عادة ما يرتدى الغيتا مع الملابس التقليدية اليابانية مثل الكيمونو أو اليوكاتا وعلى الأغلب في فترات الصيف، أو أحيانا عند هطول المطر أو الثلوج حيث للغيتا ارتفاع أكبر من أنواع الأحذية الأخرى مثل الزوري ولهذا تأثير أكبر على حماية القدم من ماء المطر أو الثلج.

## معرض صور

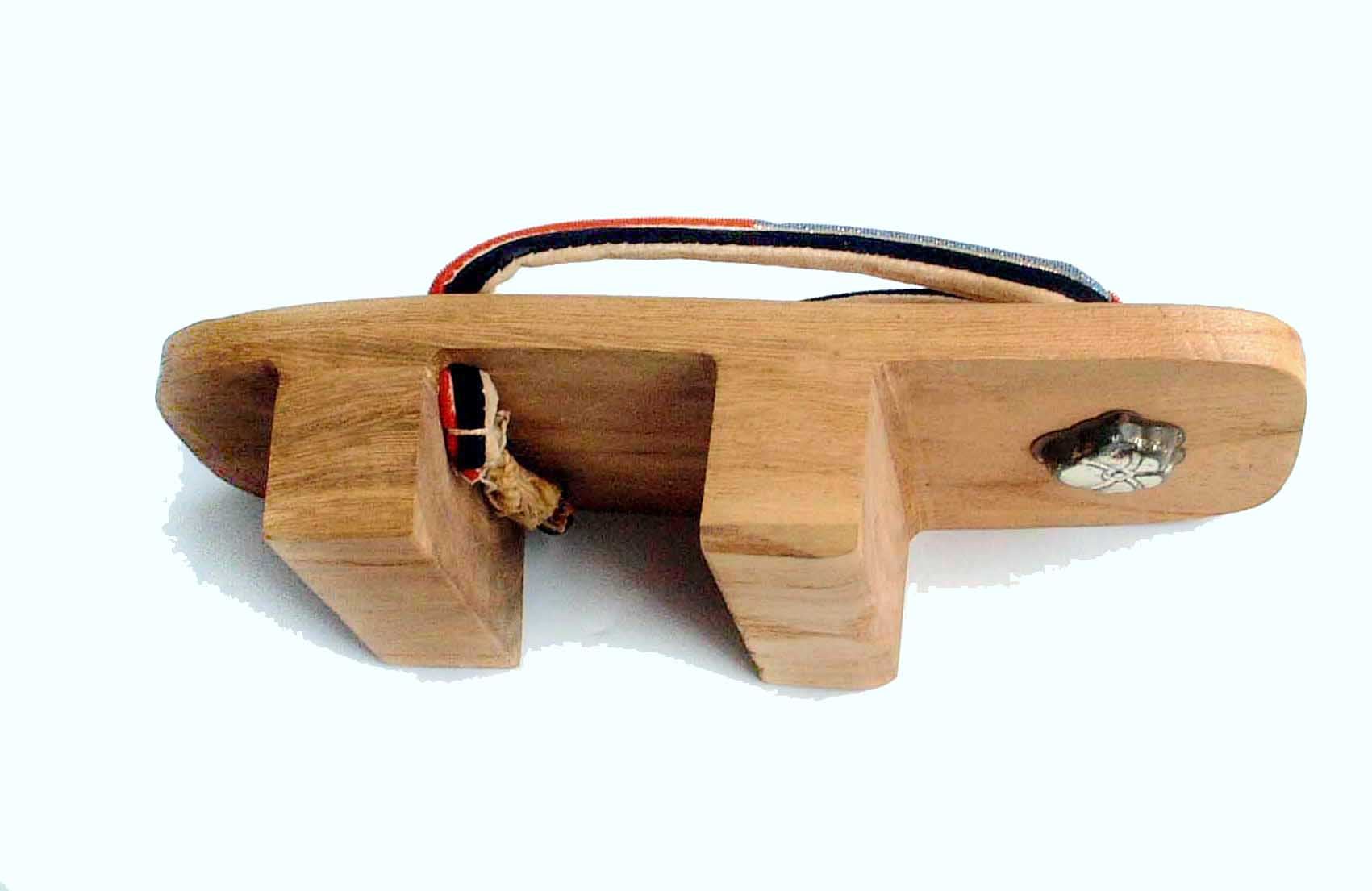
زاوية جانبية للغيتا.
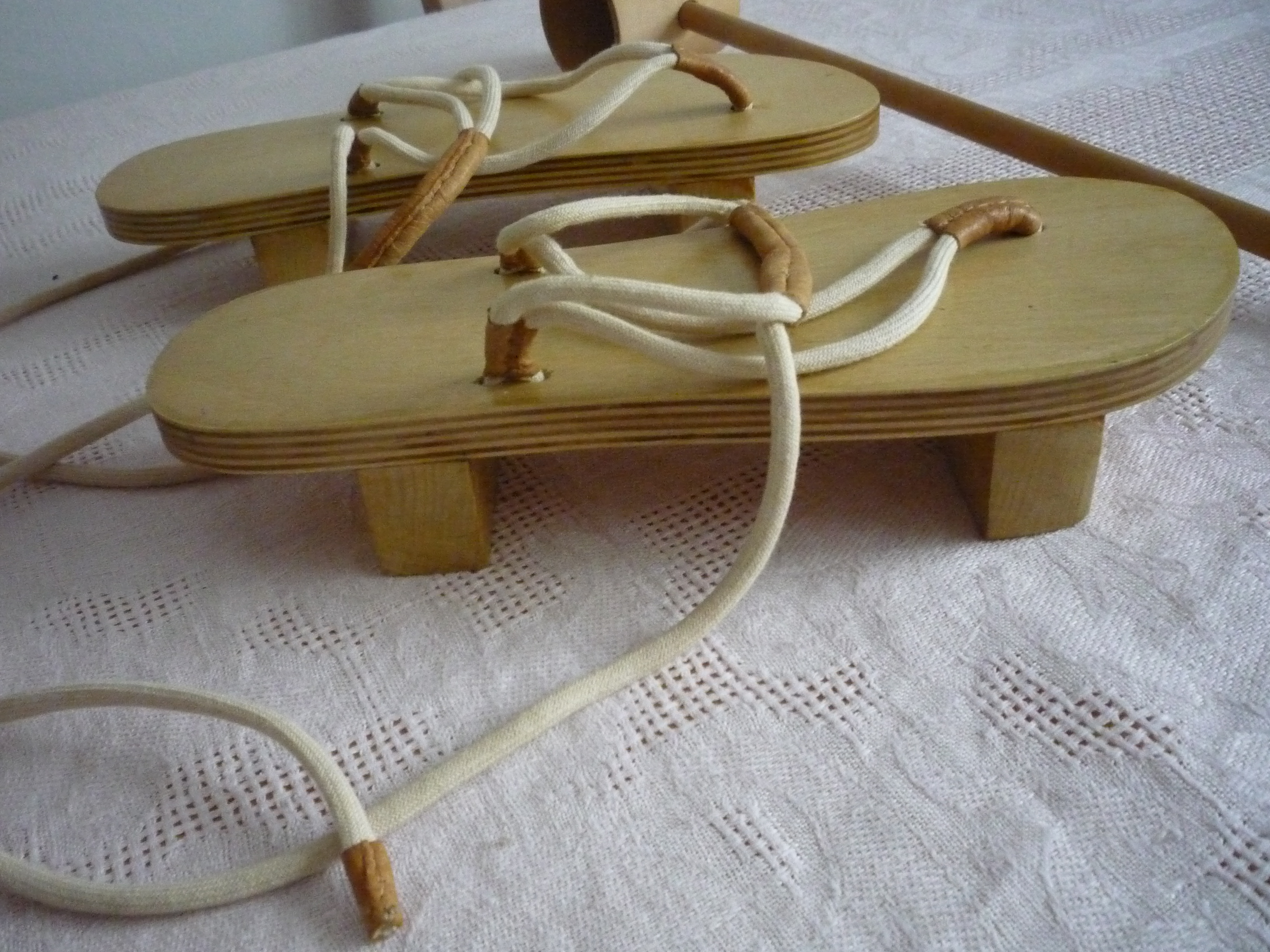
غيتا يابانية.
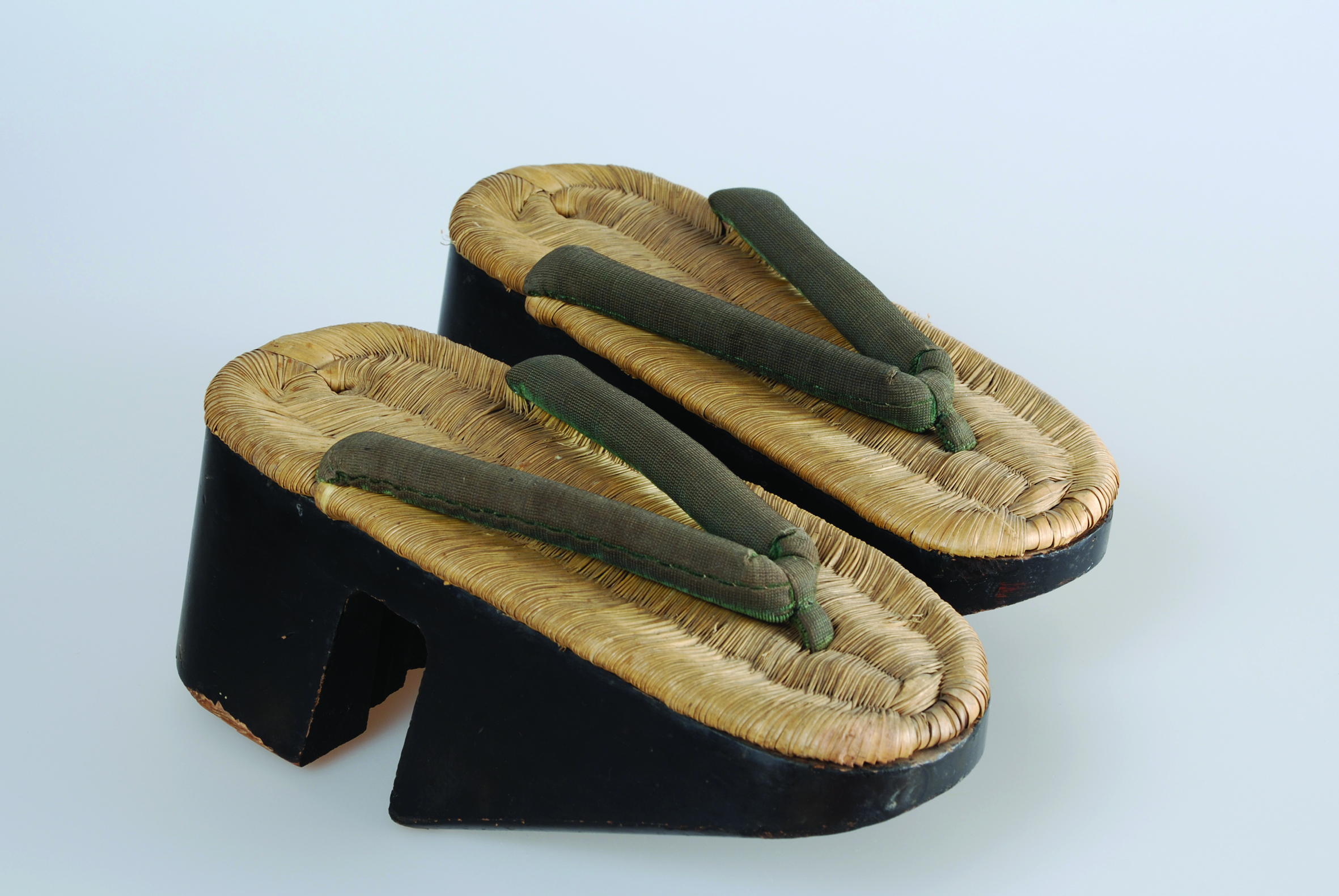
غيتا يابانية 2.
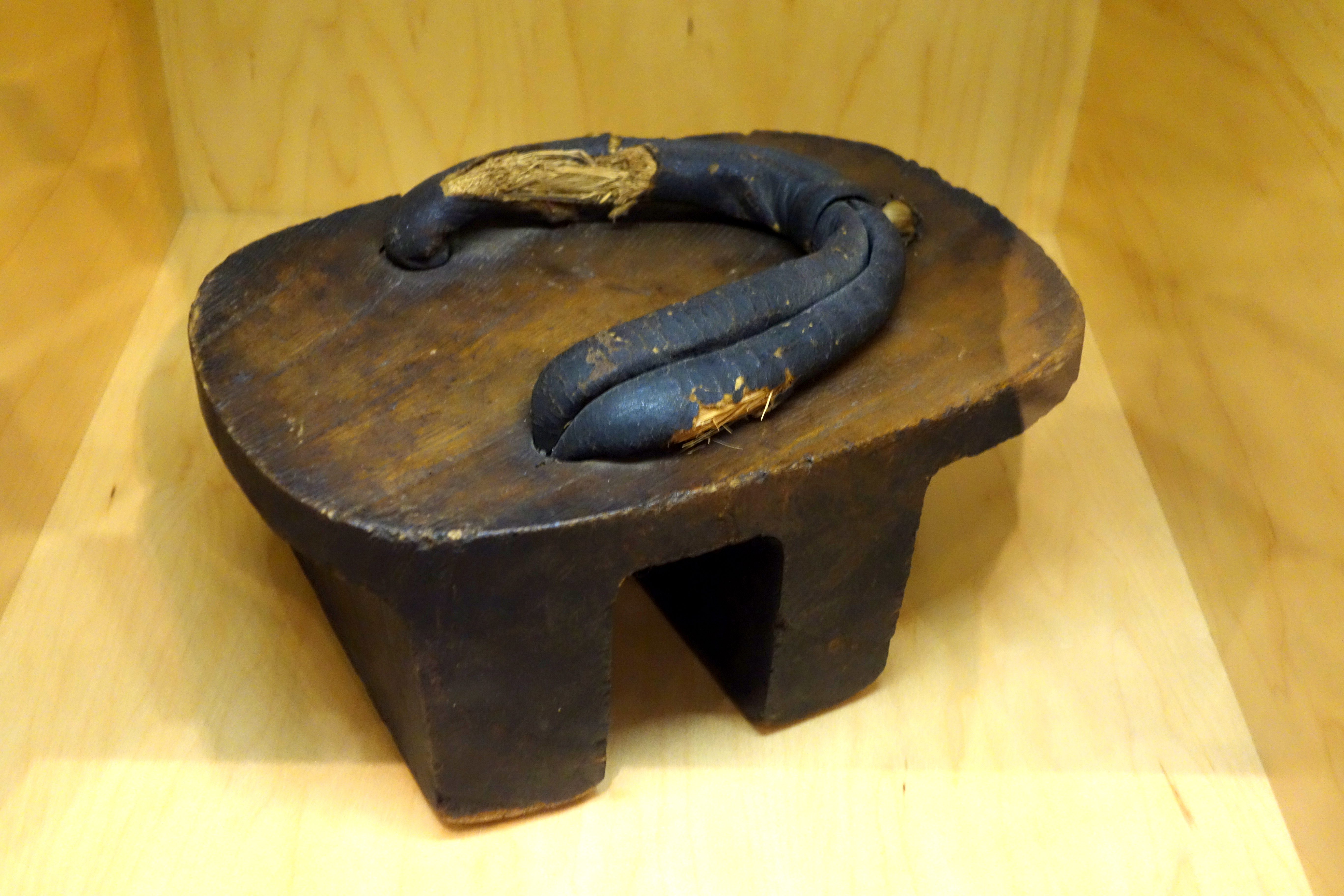
غيتا خاصة بمصارعي السومو في منتصف القرن 20، متحف باتا للأحذية.
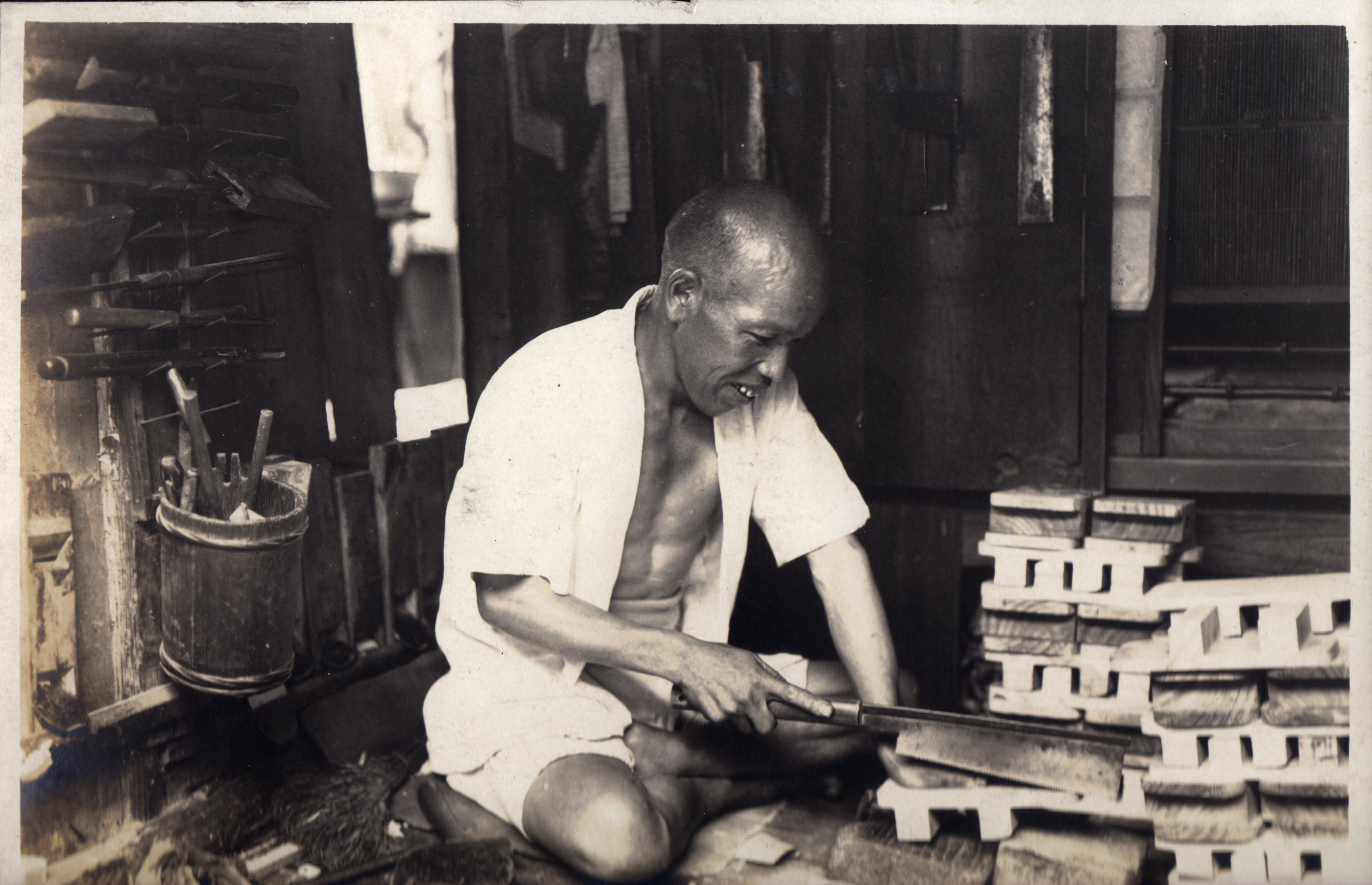
صانع صنادل الغيتا.
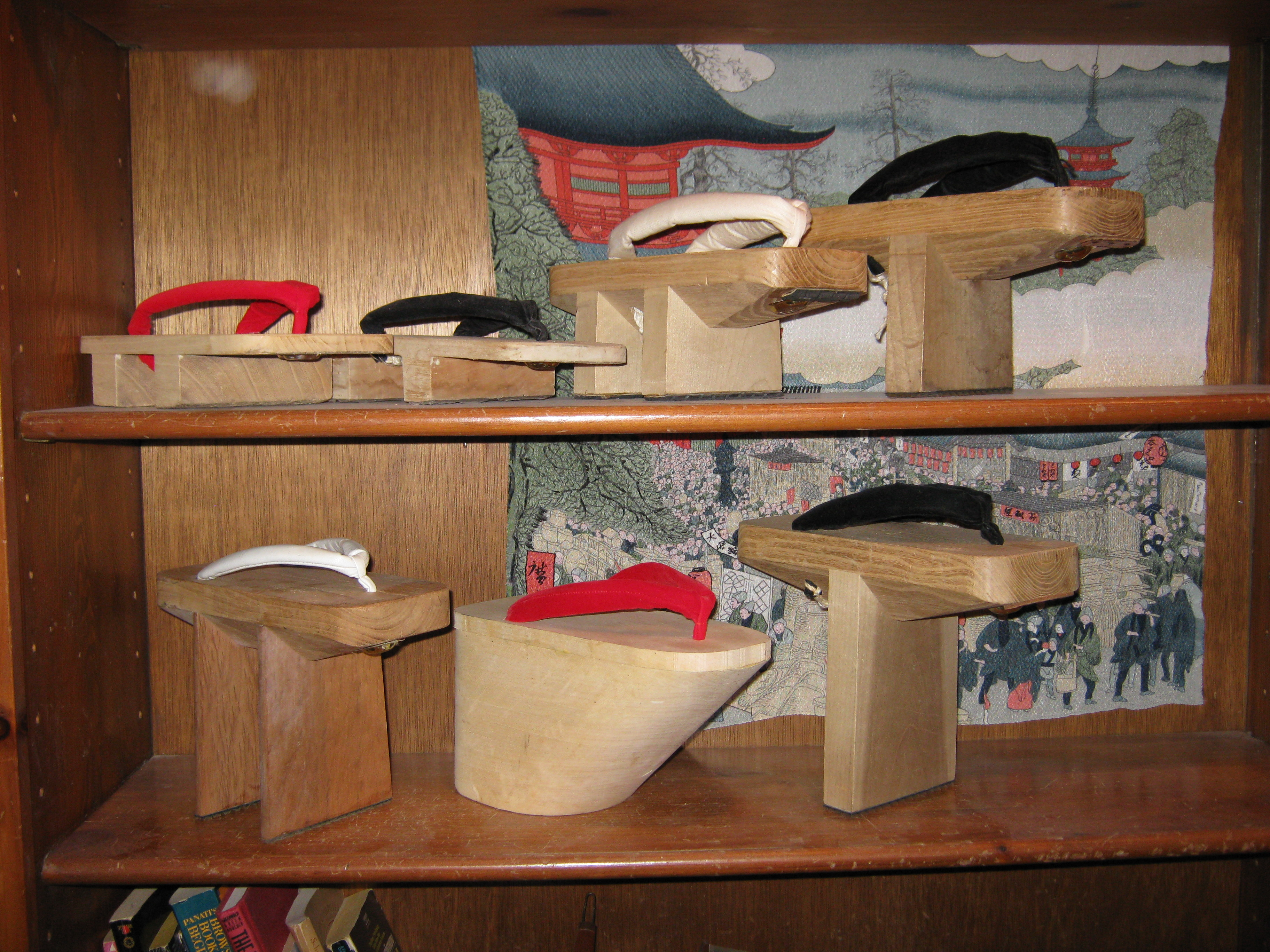
أنواع الغيتا اليابانية.

## اقرأ أيضاً
- زوري
- تابي